# ノートン郡 (カンザス州)
ノートン郡（英: Norton County）は、アメリカ合衆国カンザス州の北西部に位置する郡である。2010年国勢調査での人口は5,671人であり、2000年の5,953人から4.7%減少した。郡庁所在地はノートン市（人口2,928人）であり、同郡で人口最大の都市でもある。

## 法と政府
1986年にカンザス州憲法が修正されたが、ノートン郡は1992年までアルコールを禁じる、すなわち「ドライ」の郡のままだった。この年、住民は投票で個人が嗜むアルコール飲料の販売を承認した。ただし、食料販売量の30%までという制限が付いた。

## 地理
アメリカ合衆国国勢調査局に拠れば、郡域全面積は881.39平方マイル (2,282.8 km2)であり、このうち陸地は877.84平方マイル (2,273.6 km2)、水域は3.55平方マイル (9.2 km2)で水域率は0.40%である。

### 隣接する郡
- ファーナス郡 (ネブラスカ州) - 北
- ハーラン郡 - 北東
- フィリップス郡 - 東
- ルークス郡 - 南東
- グラハム郡 - 南
- シェリダン郡 - 南西
- ディケーター郡 - 西
- レッドウィロー郡 (ネブラスカ州) - 北西

## 人口動態

Age pyramid

以下は2000年の国勢調査による人口統計データである。
| 基礎データ - 人口: 5,953人 - 世帯数: 2,266 世帯 - 家族数: 1,470 家族 - 人口密度: 3人/km2（7人/mi2） - 住居数: 2,673軒 - 住居密度: 1軒/km2（3軒/mi2） 人種別人口構成 - 白人: 93.35% - アフリカン・アメリカン: 4.05% - ネイティブ・アメリカン: 0.44% - アジア人: 0.42% - 太平洋諸島系: 0.02% - その他の人種: 1.02% - 混血: 0.71% - ヒスパニック・ラテン系: 2.37% 年齢別人口構成 - 18歳未満: 22.0% - 18-24歳: 7.7% - 25-44歳: 28.3% - 45-64歳: 22.3% - 65歳以上: 19.6% - 年齢の中央値: 40歳 - 性比（女性100人あたり男性の人口） - 総人口: 122.1 - 18歳以上: 122.9 | 世帯と家族（対世帯数） - 18歳未満の子供がいる: 28.2% - 結婚・同居している夫婦: 55.5% - 未婚・離婚・死別女性が世帯主: 7.0% - 非家族世帯: 35.1% - 単身世帯: 32.3% - 65歳以上の老人1人暮らし: 17.9% - 平均構成人数 - 世帯: 2.28人 - 家族: 2.89人 収入と家計 - 収入の中央値 - 世帯: 31,050米ドル - 家族: 37,036米ドル - 性別 - 男性: 25,983米ドル - 女性: 20,381米ドル - 人口1人あたり収入: 16,835米ドル - 貧困線以下 - 対人口: 10.5% - 対家族数: 6.1% - 18歳未満: 12.7% - 65歳以上: 8.2% |

## 都市と町

### 法人化された都市
都市名の後の数字は2010年国勢調査での人口を示す。
- ノートン, 2,928 - 郡庁所在地
- アルメナ, 408
- レノラ, 250
- クレイトン, 59
- エドモンド, 49

### 郡区
ノートン郡は5つの郡区に分けられている。ノートン市が「政治的に独立」と見なされ、下表の郡区の数字からは外されている。下表で「人口中心」は最大都市であり、特に大きな数字でなければ、郡区の人口に含まれるものである。

## 教育

### 統一教育学区
- ノートンコミュニティ USD 211
- ノーザンバレー USD 212
- ウェストソロモン USD 213 （小学校のみ、中等教育生徒はノートンに通っている）